# Марлена Эванс
Марлена Эванс (англ. Marlena Evans; 31 октября 1947 года) — вымышленный персонаж дневной драмы на NBC «Дни нашей жизни» — многолетнего телесериала о трудовых буднях психиатров в вымышленном городке Салем. Её играет актриса Дидри Холл с 1976 года, но персонаж отсутствовал в сериале: с 1987 по март 1991 года, и снова: с января 2009 года по сентябрь 2011 года. Марлена была создана сценаристом Пэт Фалькен Смит и исполнительным продюсером Бетти Коридей, и стала одним из самых известных персонажей «Дней нашей жизни». Холл — дебютировала в этом мыле 21 июня 1976 года, что в настоящее время делает её второй самой продолжительной актрисой в сериале, которую смогла превзойти лишь Сюзанна Роджерс (Мэгги).
За время своего существования на телевидении она испытала то, что некоторые считают наиболее шоковыми обстоятельствами для любого персонажа в истории мыльных опер. Что включает: одержимость дьяволом; свисание и падение с 30 этажа с окна небоскреба (и то что она его пережила); использование её яйцеклетки в качестве суррогатного компонента для генно-инженерных детей — Рекса и Кэсси, во время четырёхлетней комы, когда она, как предполагалось, умерла, в результате авиакатастрофы; преследовалась серийным убийцей «Душителем Салема», в результате чего её негативная сестра-близнец Саманта была по ошибке убита; была одержима управляющим сознанием и помешательством, который хотел заставить поверить, что она была серийным убийцей; то, что она забеременела в конце жизни, и перенесла выкидыш, который вызвал у неё истерическую амнезию. За последние 30 лет её также много раз похищали и спасали. Она врач, жена, мама, сестра-близнец, бабушка и прабабушка.
Марлена является одним из основных представителей для обзоров американской прессы за время её общего пребывания и «работы психиатром» — в «Днях нашей жизни», представительница симбиоза для обзоров такими американскими журналами как: «Мыло» и «Таблоидное мыло». А также для широко читаемых таблоидов, такие как: «Дайджест Мыльной Оперы» и «Soap Opera Weekly» — регулярно публикующие предстоящие события сериала в сюжетных линиях с Марленой. Марлена была хорошо принята критиками и отличается своей популярностью в паре вместе с Джоном Блэком. Персонаж хорошо известен даже за пределами основной базы телезрителей шоу. В 2010 году Шери Андерсон (бывший главный сценарист из «Дней…») начала писать книги о закадровых историях персонажей из мыла. Популярная телевизионная пара Джон и Марлена были включены в книгу под названием «Секрет в Салеме».

## Создание персонажа и кастинг

### Кастинг
Марлена была представлена в качестве приглашенного персонажа в июне 1976 года исполнительным продюсером Бетти Кордей. В сериал решили ввести актрису Дидри Холл, которая в мыльном мире уже была известна своей ролью Барбары в сериале «Молодые и дерзкие». Персонаж был представлен психиатром вместе с уже проработанным завсегдатаем героем — Микки Хортоном. Это позволило ей быть в тесном постоянном контакте с основной семьей мыла, с Хортонами. Это также позволяет ей встретить своего первого нового любовника в Салеме, Дона Крэйга (помощника Микки). В частности, она сыграла ключевую роль в сюжетной линии, в которой участвовала её сестра-близнец — Саманта Эванс (которую сыграла настоящая сестра-близнец Дидри — Андреа Холл) в той же лечебнице, в которой работал Микки, не покладая рук. Персонаж оказался популярным, и сценаристы дали Дидри Холл зелёный свет на контракт на постоянной основе. В конце концов Марлена завела отношения с Романом Брэди, который связал её с другой основной семьей на шоу, семьей Брэди. В 1980-х Дидри Холл оставила шоу, чтобы делать карьеру в прайм-тайм. Она получила главную роль в семейно-ориентированном сериале:  Наш дом , и в качестве гостя снялась в других телесериалах — в таких хитах прайм-тайма, как: Умник и Коломбо.
Она оставила Дни нашей жизни, после того, как её постоянное расписание: в прайм-тайм, и в дневное время — стало слишком запутанным и сложным для одновременной и параллельной игры. В 1991 году (после того, как прайм-тайм сериал завершился), Холл пропустила начало сезона, но дебютировала в шоу вновь в том же году. Её возвращение обусловило 10-процентное увеличение рейтингов Нильсена по мылу.
В 2009 году, после долгих лет борьбы за рейтинги, Дни нашей жизни — получили двухгодичное продление. Однако бюджет мыла сократился на 40 %. Чтобы справиться с новыми ограничениями, исполнительный продюсер Кен Корбей — был вынужден уволить Дидри Холл и Дрейка Ходжестина. Любовный экранный партнер Дидри Холл — Дрейк Ходжестин был уволен в начале 2007 года, и это событие было отмечано — одним из способов уменьшения общего бюджета телесериала. Тем не менее, его вернули вновь в 2008 году в сюжетных линиях для того, чтобы порадовать фанатов. Пара была быстро воссоединена после возвращения Дрейка; а затем они отправились в Швейцарию для лечения инвалидности Джона.
Поклонники были в ярости от того, как писатели убрали из сюжета Джона и Марлену. В интервью Нильсону Бранко — Дидри сказала: «Да! Это был огромный сюжетный переворот. Я не следила за многими шумихами, но мне сказали, что фанаты и критики были опечалены. Но это то, что есть. Да, приятно слышать, что поклонники скучают по Марлене. Люди глубоко привязаны к ней.»
После короткого двухлетнего отсутствия Холл повторила свою роль Марлены, начиная с сентября 2011 года. Возвращение Джона и Марлены было одним из многих вызванных изменений в мыле для того, чтобы радовать старых зрителей и как попытка втянуть некоторых новых. Её возвращение было вызвано критическими, крайними изменениями в мыле с приходом новых и уходом старых персонажей. В интервью «Entertainment Weekly» Холл по возвращении в сериал сказала: «Это драматично, романтично и включает в себя весь город. Они пригласили двух новых главных сценаристов, которые действительно верят в то, во что верит наша основная аудитория. Они любят романтику. Они не любят, когда людей хоронят заживо, им не нравится, когда ими командуют и выписывают по удочке продюсеров. Для такой пары, как Джон и Марлена, которые пережили приступы паралича, амнезии, лже-гибели и контроля над сознанием, это должно было бы стать огромным облегчением.» Также было подтверждено в июле 2011 года, что Дрейк Ходжестин, который изображает на экране любовный интерес Марлены — Джона, также вернется в мыло в сентябре. Исполнительный продюсер Кен Кордей сделал это заявление, сказав: «Мы очень рады, что Дидри и Дрейк возвращаются в шоу. Я знаю, что их возвращение взбудоражит преданных поклонников и заинтригует новых зрителей. Мы готовимся к некоторым потрясающим актёрским сюрпризам и к приглашенным звездам, посещающим Салем осенью, начиная с грандиозного события, выходящего в эфир 26 сентября.»

### Награды
Дидри Холл получила множество наград за свое изображение Марлены. Она выиграла три премии Soap Opera Digest Awards за выдающуюся главную женскую роль в 1984, 1985 и 1995 годах. Она также выиграла две премии в «мыле» за главную, лучшую женскую роль в 1982 и 1983 годах.
И она получила награду «За выдающийся вклад ведущей актрисы/актера» в 1986 году. Дидри Холл также получила награду вместе с Дрейком Ходжестином в 2005 году за «Любимую Пару: Джона и Марлену».
Дидри получила две награды За лучшую женскую роль на премиях «Обновленные мыльной оперы» в 1994 и 1995 годах. Она была номинирована на Эмми в 1980 году и в 1984, и 1985 годах соответственно. но она никогда не выигрывала премию «Эмми».

## Развитие персонажа
Марлена была предметом многих громких и спорных сюжетных линий, включающих: одержимость дьяволом, романтические приключения и сюжетную линию с серийным убийцей

### Одержимость Сатаной
В 1995 году Марлена была показана в сюжетной линии сверхъестественного одержания. Сюжетная линия вызвала огромные споры и получила много внимания в среде обзоров мыла. и редактор «Дайджеста мыльных опер» — Стефани Слоун сказала, что история сильно повлияла на последовавшие за нею: «Она полностью изменила облик и формат современных дневных повествований в 1990-е годы», но журнал «Развлекательный еженедельник» назвал её «Самым тупым мыльным заговором для повышения рейтингов»
История началась, когда главным сценаристом сюжета стал Джеймс Ирвин Рэйли — известный своими шокирующими сюжетными линиями.
История начинается, когда злодей Стефано ДиМера вводит Марлене наркотики, изменяющие сознание, пока та спит и, введя её в состояние гипноза, увлекает её в свой фантастический мир романтики. Психическая, эмоциональная и духовная открытость этому оставляет её открытой для одержимости бесами. Марлена полностью изменяет свою личность, и она становится одержимой дьяволом. Джон Блэк, который был священником в то время, вынужден совершить экстренный экзорцизм. В 2010 году Кен Кордей обсудил сюжетную линию в ретроспективе годовщины:
Помните,  Экзорцисту  в то время было всего около 25 лет, и  сценарист Рэйли вошел в мой офис и сказал, что мы собираемся сделать сюжетную линию с Одержимой Марленой. И я сказал: "Что, мы собираемся поиграть в экзорциста?" Он сказал: «Это верно». Я сказал: «Мы собираемся снять художественный фильм?» И он сказал: «Нет, мы сделаем это великолепно в рамках сериала!». "Предполагалось, что это продлится три месяца, начиная где-то, около Хэллоуина, и заканчивая рождественским чудом. И он завершил все это на Пасху, он закончил это буквально, когда Джон Блэк просто стоял над ней, говоря «Отче наш», и эта история была закончена. Люди помнят все это, потому что последствия для многих персонажей были такими странными и невероятными. Вот она, эта замечательная богиня красоты, мудрости и света! И вдруг, она начинает плавать вокруг с зелеными глазами, делая ужасные вещи. Это шокирующее откровение, шокирующий поворот!."

### «Сталкер Салема» и Остров Мелсвен
Телесериал: «Дни нашей жизни» — теряли зрителей в начале 2000 года. Продюсерам удалось выманить обратно Джеймса Рэйли, который покинул его в 1997 году, чтобы создать свою собственную мыльную оперу,  Страсти  Руководство NBC в то время так говорило о шоу: "Нам нужно было исправить недостатки шоу, и у нас остались в запасе действующие способы для этого. " Джеймс О’Рэйли начал писать большую историю для сезона: 2003—2004. Зрители были потрясены, увидев ветерана Эйбе Кавера (Джеймс Рейнольдс), и стрелявшего в него, возле его парадного входа странной и уходящей скрытой фигурой психопата. Далее зрители увидели, как Джека Деверо (Мэтью Эшфорд) атаковала и забила до смерти кирпичом тат же самая скрытая фигура в маске, которая убила Эйбе. Далее зрители увидели, как 34-летняя ветеран шоу — выздоравливающая алкоголичка Мэгги Хортон (Сюзанна Роджерс) была забита до смерти бутылкой от ликера. Следующее убийство — когда Кэролайн Брэйди (Пегги Маккей) была отравлена. Зрители увидели как плохая девочка Кесси Брэди (Алексис Торп) — выпала из Хэллоуиновской праздничной ярмарки с колотыми ранами. А бывший муж Марлены — Роман Брэди (Джош Тейлор) был убит на своей свадьбе с Кейт Робертс. В цирке Horton Powers — серийный убийца выпускает тигра (по имени Хортон), напустив его на Тони ДиМеру. Тони умирает в больнице, и, к большому удивлению фанатов, убийцей оказывается — Марлена. Следующая жертва Марлены — Дог Уильямс (Билли Хейс), который был её другом в течение многих лет. Она убивает его на могиле Тома Хортона после того, как он узнает, что она убийца. Самое шокирующее убийство происходит вскоре после этого. Алиса Хортон (Фрэнсис Рид) находит окровавленную записку на могиле своего мужа с именем Марлены. Впоследствии, разозленная Марлена — убивает Алису, задушив её при помощи дробилки для всемирно известных пончиков. Марлена признается в убийствах, и арестована её мужем — Джоном Блэком. Но застрелена на тюремной крыше — полицейскими, при попытке её бегства. Сюжетная линия позволила «Дням нашей жизни» достичь № 2 в строчке национальных рейтингов Нильсена по мылу.
После снижения рейтингов, шоу приняло самое безумное решение. Все жертвы были показаны живыми, похищенными на тропическом острове Мелсвен, и возвращены обратно в Салем (из Нового Салема — прочтённого задом наперед). Уволенные актёры (Джеймс Рейнольдс, Сюзанна Роджерс, Мэтью Эшфорд, Алексис Торп, Джош Тэйлор, Пегги Маккей, Фрэнсис Рид, Таао Пенглис и Дидри Холл) вернулись к своим первоначальным ролям. Был ещё один поворот: убийцей была не Марлена. Племянник Стефано Димера — Андреа Димера (выдавая себя за Тони ДиМеру) похитил их, и с помощью гипноза — заставил Марлену думать и верить в то, что она убивает своих друзей и семью. Эта сюжетная линия стала невероятно противоречивой, и получила много критики в обзорах «мыла» среди прессы.

### Увольнение (2009)
Дрейк Ходжестин был уволен в 2007 году, чтобы сократить бюджет. Позже, в попытке стабилизировать рейтинги, он был возвращен в 2008 году. В результате он предоставил много сюжетных возможностей для пары. Однако с сильно сокращающимся бюджетом все пошло не так, как планировалось. «Дни нашей жизни» были возобновлены в 2008 году, но бюджет был сильно урезан на 40 %. Чтобы справиться с новыми ограничениями, исполнительный продюсер Кен Кордей был вынужден уволить двух своих самых высокооплачиваемых актёров: Дидри Холл и Дрейка Ходжестина. Критики заклювали шоу за их увольнения, а телегид TV Guide / Nelson Branco сказал в интервью: «Шоу стало ещё уродливее после того, как Холл и Ходжестин навсегда покинули эфир. Многие утверждают, что это было началом конца для нашей индустрии. Вам будет трудно найти кого-либо, кто не согласился бы с этим утверждением» И Мэтт Митович из руководства ТВ-сегмента канала заявил, что их уход был, «действительно, концом эпохи, когда дневное телевидение попрощалось с завсегдатыми из „Дней нашей жизни“ — Джоном Блэком и доктором Марленой Эванс в пятницу, 23 января. Дрейк Ходжестин и Дидри Холл, он же Джон и „Док“, имеют почти 12 000 дней совместных выпусков за последние 32 года. Таким образом, они оставят после себя много воспоминаний для поклонников давно работающей (и не только) студии NBC. Культовая пара создаст ещё один волшебный момент, когда они попрощаются с Салемом и близкими после свадебной церемонии в больнице на этой неделе.»

## Сюжетные линии с Марленой

### 1976—1987 годы
Доктор Марлена Эванс дебютирует в 1976 году в качестве одного из помощников психиатра Микки Хортона в университетской больнице в Салеме. Это ставит её в тесный контакт с основной семьей мыла, с Хортонами. Это также позволяет ей встретиться со своим первым новым любовником в Салеме, Доном Крейгом (помощником Микки). В 1977 году происходит довольно заметная сюжетная линия, быстро включившая в себя: ревнивую и злобную сестру-близнеца Марлены — Саманту Эванс (которую играла реальная сестра-близнец Дидри Холл — Андреа Холл). Саманта начинает подменять Марлену в её близком профессиональном кругу общения, обманом поместив её насильно в одну из клиник. Марлена делает быструю попытку сбежать, и связаться с Доном, но Саманта ловит её. Дон, заметив крайнюю разницу в характере Марлены, начинает подозревать, что что-то не так. С помощью Лоры Хортон он понимает что к чему, и освобождает Марлену, арестовав Саманту. Он делает предложение Марлене, и в том же году: они женятся. За это время, Марлена и Саманта мирятся, разделив между собой сердечный момент примирения.
Она рожает недоношенного сына, и они с Доном называют ребёнка Диджеем. Ребёнок умирает от СВДС, что вызывает глубокую скорбь, и последовавший за этим: разрыв между супругами. Дон заводит роман на стороне, и вскоре пара разводится.
В 1981 году Марлена начинает проводить много времени с Каллемом Чендлером. После того, как Марлена отказывается от ухаживаний Каллема к ней, он насилует её. Каллема убивает его сын Тодд, спустя несколько часов после этого, и на суде, который последовал за этим, Марлена даёт чистосердечные показания, что Каллем изнасиловал её в ту ночь, помогая делу Тодда. Позже, в том же году Марлена получает свое собственное радиошоу. И в то же время Марлена начинает получать угрожающие телефонные звонки и письма для неё — на её радиошоу. Преследуемая «Салемским Душителем», Марлена встречает детектива Романа Брэди, который становится её телохранителем, а затем её кавалером. «Салемский Душитель» убивает Саманту, когда принимает её за Марлену. Вскоре, после этого, «Салемский Душитель» нападает на Марлену, но Роман убивает его.
Марлена и Роман в конце концов обручаются, но бывшая жена Романа — Анна Димера вскоре приезжает в Салем со своей маленькой дочерью Кэрри Брэди. Анна доставляет Роману много неприятностей, но в конце концов дает ему развод. Роман получает опеку над Кэрри, и они с Марленой женятся в феврале 1983 года. На следующий год, вскоре после того, как она родила близнецов Сэми Брэди и Эрика Брэди, Роман был застрелен Стефано Димера, и все начинают считать его мертвым. Несмотря на это, Марлену, которой, как ей думалось: что она смертельно ранила Стефано, похищают несколько раз за эти годы — по его приказке.
В 1986 году Марлена принимает Джона Блэка в качестве своего пациента; у него амнезия, и она полна решимости помочь ему восстановить его забытое прошлое. Джон и Марлена проводят много времени вместе, и пара влюбляется друг в друга. Однако, Джон, похоже, много знает о Стефано, что заставляет Марлену подозревать, что он и есть тот самый — Стефано. Позже Марлена находит папку пластического хирурга, содержащую снимки до и после: Романа и Джона. Марлена убеждается, что Джон есть «Роман», и что со временем Роман решил стать Джоном, забыв о том, кем он был до этого, Марлена пытается помочь ему вспомнить и восстановить свою идентичность в качестве Романа, помочь ему вспомнить его прошлое.
Позже, Марлена вступается в суицидальную перекличку, пытаясь уговорить прыгуна-самоубийцу от прыжка с подоконника у окна, но при активных попытках это сделать, случайно падает сама с 30-го этажа… Марлена лежит в коме, почти при смерти, в течение месяца. Когда она наконец пришла в себя, они с Романом возобновили свои клятвы 22 августа 1986 года.
В те же годы, во время службы в МСА, Роман работал с человеком по имени Орфей. Роман случайно убил жену Орфея во время выполнения задания. Чтобы отомстить Роману, Орфей похищает Марлену и инсценирует её «гибель». Роман стреляет и убивает Орфея, но прежде чем он сумел спасти Марлену, она, как предполагается, погибла в авиакатастрофе…

### 1991—2009 годы
На самом деле Марлена выжила в авиакатастрофе, и находится в коме. Где-то примерно это время Стефано похищает Марлену, и прячет её на острове Мелсвен. Летом 1991 года, она наконец выходит из комы и возвращается в Салем. Она и Роман снова вместе, пока другой человек с оригинальным лицом Романа решил вернуться в Салем. Человек, которого все считали Романом (Джоном Блэком) с 1986 по 1991 год — на самом деле был жертвой Стефано с прочищенными мозгами. Настоящий Роман тем временем был взят в плен, но он сбегает и возвращается в Салем и к своей любимой Марлене. Но Марлена внутренне конфликтует из-за своих чувств к Роману и его двойнику-заместителю за время его отсутствия, который снова использует свое истинное прежнее имя Джон Блэк. Марлена и Роман воссоединяются.
В 1992 году, ревнивая, обезумевшая Стелла Ломбард, убежденная, что Марлена хочет украсть её мужа Роджера, держит Марлену в плену на заброшенном складе. Джон спасает Марлену до того, как склад был уничтожен, сближаясь с ней, и обнаруживая, что трудно им отрицать их взаимное притяжение. В конце концов у них завязывается роман, который приводит к рождению их дочери, Белль. Когда выясняется отцовство Белль, Роман разводится с Марленой и уезжает из города. К тому времени, однако, Джон уже связался с Кристиан Димера. Кристиан прибегает к отчаянным мерам, чтобы разлучить Джона и Марлену, но её заговор в конце концов внезапно оказывается вычислен, и она покидает город. Джон и Марлена вновь воссоединяются и обручаются. Они собираются пожениться летом 1997 года, но прежде чем они успевают пожениться, Кристиан возвращается в Салем с Романом, который, кажется болен, и умирает от смертельной болезни. Когда Марлена ухаживает за ним (за Романом), она узнает, что он считает, что будто они с Джоном не вместе. После его излечения от болезни, Роман узнает правду, и, несмотря на его попытки и их усилия с Кристиан: не допустить этого, Марлена и Джон, в конце концов, воссоединяются. Марлена, наконец, выходит замуж за Джона: 5 июля 1999 года…
Когда сын-подросток Джона — Брэди Блэк возвращается домой из колледжа, он сразу же сталкивается с Марленой. Марлена считает, что Брэди специально подвергает опасности жизнь Белль, вызывая также и раскол между ней и Джоном. В конце концов они с Брэди помирились, и они с Джоном также помирились. Когда братья-близнецы Рекс Брэди и Кесси Брэди, казалось бы, падают с неба, Марлена узнает, что родила близнецов в то время, когда она была в коме много лет назад. Она приходит к убеждению, что она и Тони Димера — их родители. Однако выяснилось, что Марлена была только их суррогатной матерью, а Роман и Кейт Робертс — их настоящие биологические родители.
Когда серийный убийца по прозвищу: «Сталкер Салема», начинает сеять хаос по всему городу, убивая многих друзей, в том числе и Романа; Джон и Марлена беспокоятся о том, что то же может случиться и с ними. Однако позже выясняется, что убийцей — была Марлена, хотя Джон считает, что её заставил сделать это кто-то другой. Марлена арестована и отправлена в тюрьму, в то время как Джон — пытается очистить её доброе имя. Марлена пытается убежать, но застрелена полицейскими, при попытке бегства на тюремной крыше. Однако, позже её нашли живой, вместе со всеми её жертвами: похищенными на острове Мелсвен, и выяснилось: что она была подвержена жестокому промыванию мозгов злодеем Андреа Димера(который выдавал себя за Тонни Димеру), чтобы ей казалось, что будто бы она совершила эти убийства… Они все благополучно сбегают с этого острова…
Она воссоединяется с Джоном, но вскоре, после этого Марлена узнает, что беременна ребёнком Романа, зачатым, когда они застряли на острове. Во время драки и ссоры между Джоном и Романом, Марлена падает с лестницы, и у неё случается выкидыш.
Она просыпается истерической амнезией в результате выкидыша. Специалист по амнезии Алекс Норт приходит ухаживать за Марленой, и она, кажется, влюбляется в него. Позже Алекс рассказывает, что он был первым мужем Марлены, но считался погибшим во Вьетнаме. Поскольку брак Алекса и Марлены никогда не был расторгнут, все последующие браки Марлены не действительны…
Подозрительный Джон расследует это дело и выясняет, что Алекс — весьма жестокий муж, прибегающий к домашнему насилию. Джон обнаруживает, что Алекс планирует убить Марлену. К тому времени, когда Алекс был разоблачен им в качестве мошенника, но они с Марленой уже возобновили свои клятвы, и уехали, тем временем, в свадебное путешествие. Алекс берет с собой Марлену на остров Морган, но Джон вскоре находит их, и после перестрелки, и их драки, Алекс падает со скалы, и считается мертвым.
Когда Стив Джонсон и Кайла Брэди Джонсон получили тяжёлое отравление, Марлена и Джон летят в Канаду, чтобы получить лекарство, которое может им помочь. Когда их самолёт начал терять высоту, Марлена соглашается спрыгнуть с самолёта, и её спасает Смоки Робинсон, который помогает ей восстановить связь с Джоном. Супруги отправляются в Италию, чтобы расследовать истину заговора Семьи Димера, узнав, что Стефано, возможно, жив. Возобновив свои свадебные клятвы, они находят Стефано, который, похоже, умирает. Когда он дает Джону карту смерти Таро, Марлена заставляет его пообещать больше не связываться с проблемами по поводу Димеры. Джон, однако, решает помочь Роману убрать ЭйДжея Димеру, который вводит Джона в кому после того, как он выстрелил в него
Марлена присоединяется к расследованию и охоте за причинами давней вражды семей Брэди и Димеры, пока Джон находится на искусственном жизнеобеспечении. Затем Джон выходит из комы и помогает Марлене и остальным в их расследовании. Джон попадает под машину и, по-видимому, умирает 17 октября 2007 года.
Но как это часто бывает в Салеме, персонажи редко по-настоящему умирают. 8 января 2008 года Эджи обнаруживает Джона в подвале особняка Димеры, который был запрограмирован Стефано, в иллюзии и с «промытыми мозгами», что он планирует стать суперсолдатом. После того, как его обнаружила полиция, Джон просыпается с амнезией, и Марлена изо всех сил пытается помочь Джону вспомнить вновь его прошлое. Выясняется, что Джон — ребёнок сестры Шона Брэди — Колин Брэди и отца Стефано — Санто Димера. Их роман и его гибельный конец стали началом вражды. Одержимость Джона своим наследием Димеры, и его изменившаяся, в результате, личность начинают сказываться и на Марлене, и ей трудно вместе оставаться с Джоном, учитывая все это. Стефано приходит в себя после комы (после того, как Марлена намеренно отправила его в коматозное состояние в январе 2008 года), и намеревается отомстить Марлене и забрать полученную империю Димеры у Джона. Он заставляет Марлену впасть в кому точно так же, как она это сделала с ним. Однако Марлена просыпается после того, как получает призрачный визит от своей покойной сестры Саманты. Джон передает управление империей Стефано, но Марлена к тому времени решает жить дальше и подает на развод.
Джон начинает встречаться с доктором Шарлоттой Тейлор, чтобы восстановить свою память. Шарлотта — дочь наставника Марлены, но Марлена быстро понимает, что с ней что-то не так. Когда Брэди возвращается в город, он помогает Марлене обнаружить, что Джон вспоминает, но Шарлотта на самом деле делает вид что он ничего, и его в том числе, не помнит, держа всех в неведении, мешая ему вспомнить. Шарлотта приходит в квартиру Марлены и пытается убить её, и объясняет, что она ревнует её из-за того, что её отец, казалось, предпочитал Марлену ей, Шарлотте, когда насиловал её. Однако, Джон врывается в последнюю минуту, и в конце концов на него нападает Шарлотта. Шарлотту арестовывают, а Джона срочно везут в больницу. Он просыпается с восстановленной памятью. Марлена узнает, что Джон парализован, но его можно вылечить в клинике в Швейцарии. Джон и Марлена воссоединяются, снова женятся и отправляются в Швейцарию лечить паралич Джона 23 января 2009 года.

### 2011-настоящее время
В сентябре 2011 года Джон и Марлена возвращаются в Салем в качестве специальных гостей на открытие городской площади Хортонами. Джон удивил своих друзей и семью, обнаружив, что он снова может ходить. Несколько мгновений спустя, Джон арестован за хищение миллионов долларов пенсионных денег и пенсий из своей компании Basic Black. Джон и Марлена нанимают Кэрри в качестве адвоката Джона, и она и Рейф Эрнандес работают вместе, чтобы доказать невиновность Джона. Им удается найти улики, доказывающие, что Джона подставили, и добиться его освобождения. Однако, вскоре после этого Марлена и Джон обнаруживают, что их брак недействителен, потому что Джон оказывается был женат на Хоуп, но в результате активной промывки мозгов Стефано, позабыв об этом: на длительное время. Они планируют поехать за границу, чтобы развестись, но Марлена вынуждена остаться. Джон может получить развод и вернуться домой к Марлене.
Вскоре они сталкиваются с новой проблемой, когда Кристиан возвращается в город, утверждая, что теперь она вылечена и стала другой — после терапии. Марлена становится подозрительной, особенно, после того, как она начинает встречаться с Брэйди. В результате брак Джона и Марлены становится напряженным, поскольку Джон пытается защитить своего сына. Марлене удается разорвать помолвку Кристиан и Брэйди, что приводит Кристиан в ярость. Однако она также узнает, что Джон намеренно пытался соблазнить Кристиан, чтобы вынудить Брэйди порвать с ней, как только бы тот узнал об этом, и они оба подают на развод.
Брэйди дает Кристиан второй шанс, когда узнает, что она не поддалась попытки Джона соблазнить её, прервав его; но, когда Марлена подслушивает, как Кристиан говорит, что она спала с другим мужчиной, находясь в разлуке с Брэйди, и Марлена стремится теперь выяснить: что Кристиан на самом деле задумала? С помощью Николь Уокер Марлена могла бы найти флешку у Кристиан, которая может раскрыть её прошлые преступления. Однако, Кристиан узнает об её плане, и бандиты жестоко избивают Марлену, чтобы вернуть накопитель. Ей это не удается: узнать обо всем, но Марлена, похоже, позже может восстановить носитель. Однако диск зашифрован, и она просит помощи Виктора Кирекиса, чтобы расшифровать его. Он может открыть диск, и сказать ей о том, что это доказательство того, что Кристиан спала с другим мужчиной. Он убеждает Марлену проиграть диск на церемонии бракосочетания Брэйди и Кристиан. Однако Марлена обнаруживает вместе с остальными прихожанами, что мужчина на видео — её сын Эрик, которого Кристиан накачала наркотиками, и изнасиловала в качестве мести Марлене. Марлена должна была попытаться восстановить свои отношения с получившими удар Брэйди и Эриком. Марлена оказалась втянутой в драму, связанную с жизнью её детей, поскольку Эрик решил оставить свое служение церкви и продолжить отношения с Николь, а Сэмми был обвинен в убийстве.
Марлена помирилась с Джоном после того, как его ударили по голове, оставив в коме на долгие месяцы. В то же время Кристиан арестовали за то, что она сделала с Эриком. Она сказала Марлене, что может дать Джону исцеляющее лекарство, если обвинения против неё будут сняты. Заключив сделку с дьяволом, Марлена убедила Эрика отказаться от показаний против Кристиан, и освободить её. Джон получил лекарство, и очнулся от комы.
Вскоре, Марлена начала консультировать бейсболиста Пола Нариту, который боролся между тем, как принять себя в качестве гея. Позже он был застат в расплох — Марленой, когда Пол вынужден был признаться, что переспал с внуком Марлены — Уиллом Хортоном, хотя тот был женат на Сонни Киррйакис. В довершение всего Джон узнал, что Пол был его сыном. Марлена поссорились с Джоном, пытаясь защитить внука. Уилл заручился помощью Марлены, желая, чтобы Пол оставил его и Сонни в покое. В попытке помочь Уиллу, Марлена случайно отправилась в Италию, и нашла Кристиан. В конце концов они сцепились, и Кристиан выпала из окна; её сочли мертвой…
Марлена вернулась домой, но вскоре была схвачена Стефано, который хотел отомстить ей за смерть Кристиан. Он планировал убить Марлену в Италии, но в последнюю секунду её спас — сын Стефано, Чад Димера. Марлена вернулась домой к Джону и к своей семье…
В 2021-м году тело и душу Марлены вновь привлекает и вовлекает в себя сатана, надеясь смертельно отомстить Салему и его жителям…

## Прием персонажа и отзывы критиков
На момент ухода Дидри Холл из сериала в 2009 году, Марлена была четвёртым по продолжительности персонажем из «Дней нашей жизни». Её шокирующие сюжетные линии, многострадальный характер привели её к тому, что её стали называть мыльной легендой и телевизионной иконой. Она широко известна даже за пределами телезрительской базы «Дней нашей жизни». Персонаж является по истине: «Мыльной легендой», и известен тем, что инновационно изобрел жанр, добавив сверхъестественных красок к завсегдатым сюжетам из мыльных опер.
Дидри Холл получила множество наград за её изображение Марлены. В их число входят две премии «Мыльная премия за лучшую женскую роль» в 1982 и 1983 годах. Она также выиграла три премии подряд в дайджесте мыльных опер: за выдающуюся ведущую роль в 1984, 1985 и 1995 годах. Дидри Холл стала первым обладателем премии «Soapy Digest Award» за выдающийся вклад ведущей актрисы / актёра в 1986 году. Холл также получила награду вместе с Дрейком Ходжестином в 2005 года в рамках премии «За Любимую Пару» : Джон и Марлена ". Дидри была дважды признана лучшей актрисой по версии Soap Opera Update Awards в 1994 и 1995 годах. Она была номинирована на Дневную Премию Эмми в 1980 году, 1984, и 1985. Однако, несмотря на это она так и не выиграла ни одну Эмми.
В качестве «изюминки удовольствия» вечером в 2007 году SOAPnet ретранслировал сюжет с Одержимостью Марлены, прямо в Хэллоуиновский праздник.

### Комментарии
1. ↑  Первые четыре брака были недействительными из-за браков Марлены с Алексом и Романом и брака Джона с Хоуп.